# Santa María Catzotipan
Santa María Catzotipan es una localidad de México localizada en el municipio de Tlanchinol en el estado de Hidalgo.

## Toponimia
El nombre de Santa María, le fue otorgado por la devoción de los habitantes hacia la Virgen de Guadalupe que es festejada el 12 de diciembre de cada año,  Catzotipan deriva de la raíz Náhuatl kalsotipan,  que en español significa “Sobre Casa angosta”.

## Historia
Esta comunidad fue habitada por etnias indígenas Nahuas que se separaron de otras comunidades como Chalchocotipa, San José, y Lontla todas del municipio de Tlanchinol. Por lo escabroso del terreno donde se asienta esta comunidad, también se dice que se establecieron en este lugar para refugiarse y protegerse de gente que quisiera dañarlos.

## Geografía

### Ubicación
Se encuentra en la región geográfica de la Huasteca hidalguense. Le corresponden las coordenadas geográficas 21° 02’ 29.722” de latitud norte y 98° 36’ 44.894” de longitud oeste, con una altitud de 844 m s. n. m. La comunidad tiene una extensión territorial de 1472 hectáreas.
La comunidad  tiene las siguientes colindancias al norte colinda con las comunidades de Lontla, Xaltipa y San Miguel del municipio de Tlanchinol. Al Sur con Toctitlán y San Salvador también del municipio de Tlanchinol. Al Este San José y Chalchocotipa ambas del municipio de Tlanchinol. Al Oeste con la carretera Nacional México – Tampico a la altura del lugar conocido como la Quebradora y la Virgen sobre el km 175 de la vía federal México-Tampico.

### Relieve

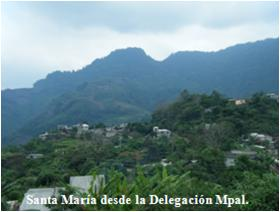
Relieve de la localidad.

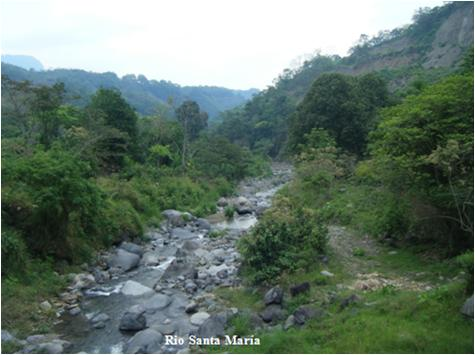
Rio Santa María.

En cuanto a fisiografía se encuentra en la provincia de la Sierra Madre Oriental, dentro de la subprovincia de Carso Huasteco; su terreno es de sierra. En lo que respecta a la hidrografía se encuentra posicionado en la región del Pánuco, dentro de la cuenca del río Moctezuma, y en la subcuenca del río San Pedro.
Tiene una característica en su superficie que es abrupta en gran parte de la localidad, es visible la existencia de muchas barrancas. Al llegar a la comunidad, un río de montaña que nace al sur dentro de los terrenos de esta localidad. De igual forma se puede apreciar en esta localidad que el agua es abundante, creando varios arroyos que cruzan la comunidad y desembocan en el río.

### Clima
Cuenta con un clima semicálido húmedo con lluvias todo el año. El clima que predomina en la localidad es templado con temperaturas media anual de 18 a 21 °C y una precipitación pluvial de 2,800 milímetros por año, con un período de lluvias que va desde el mes de junio hasta septiembre, aunque en época de calor alcanza los 35 °C durante los meses de marzo, abril y mayo.

## Demografía

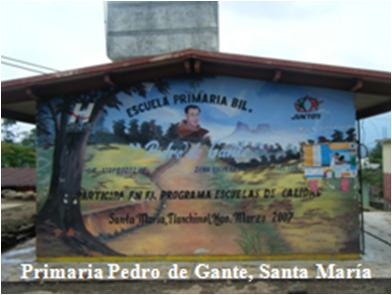
Escuela Primaria Pedro de Gante.

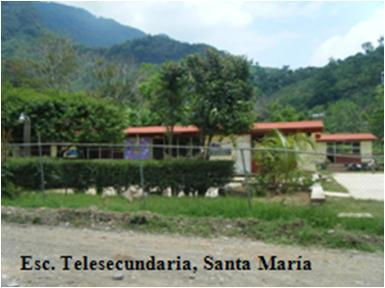
Escuela Telesecundaria Santa María.

En 2020 registró una población de 2552 personas, lo que corresponde al 6.77 % de la población municipal. De los cuales 1193 son hombres y 1359 son mujeres.
| Gráfica de evolución demográfica de Santa María Catzotipan entre 1921 y 2020                 |
|                                                                                              |
| Población de los censos y conteos del Instituto Nacional de Estadística y Geografía (INEGI). |

### Educación
La comunidad ha recibido especial atención en los niveles de educación inicial, preescolar, primaria y secundaria. Actualmente con el apoyo del Gobierno del Estado de Hidalgo a través de CAPECE y PAREIB se cuenta con un programa de construcción, rehabilitación, ampliación, y remodelación de escuelas.

### Salud
Esta localidad cuenta con servicios médicos para poder atender a la mayoría de las demandas de la población, contando con una unidad médica del SSAH (Servicios de Salud y Asistencia en Hidalgo) la cual es atendida por un médico de planta y 3 enfermeras de base, además de un médico residente y otros auxiliares de salud. 

## Infraestructura

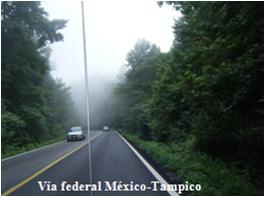
Entrada a Santa María.

Santa María Catzotipan cuenta con 8 kilómetros de carretera estatal que tiene el propósito principal servir de acceso a la vía federal  México-Tampico. Dicha localidad dista a 27 kilómetros de la Cabecera Municipal, con un tiempo aproximado de 90 minutos en automóvil; esta vía permite a los habitantes de la comunidad realizar compras de productos de consumo y venta de productos derivados de actividades primarias. Cuenta con servicios esenciales como son telefonía rural satelital, señal de radio, televisión abierta, sky y en ocasiones los periódicos locales de la ciudad de Huejutla con notas interesantes de todo lo que acontece en la región.

## Economía

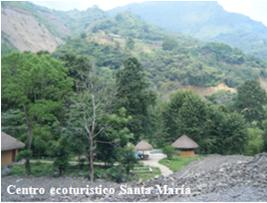
Centro ecoturístico Santa María.

La agricultura es la principal actividad de la población. Los principales cultivos en tierra de temporal son en su mayoría el maíz, frijol, café cereza. En fruticultura se cosecha a menor escala el plátano y la naranja. También se cultivan hortalizas familiares para el autoconsumo. Los habitantes de la comunidad, se dedican en menor medida a la ganadería, específicamente a la crianza del ganado vacuno y porcino. Así mismo al cuidado de aves de corral como gallinas, pavos y patos. 
La comunidad cuenta con pequeños negocios donde se encuentran productos básicos para la subsistencia de los habitantes, además de un tianguis los días miércoles, donde la gente aprovecha para abastecer su despensa familiar de la semana. Como atractivo turístico existe cerca del río Santa María, un balneario que cuenta con 2 albercas, palapas y toda la infraestructura que requiere un centro ecoturístico, mismo donde se cultivan peces para venta y consumo en el balneario o “para llevar”. Asimismo se puede admirar la vegetación que rodea la localidad y algunas cascadas temporales pero muy bonitas e impresionantes. 

## Cultural

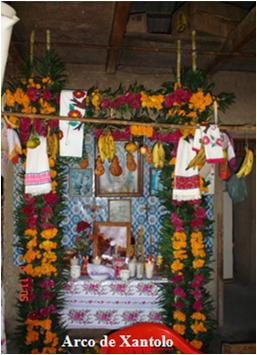
Arco de Xantolo.

La Fiesta patronal de la comunidad en honor a Nuestra Señora de la Asunción en el mes de agosto los días 14, 15 y 16. Celebrándose velaciones donde sirven atole y tamales, mañanitas, misas, peregrinaciones y bailes amenizados por grupos locales y de la región. 
los alimentos tradicionales: el zacahuil (tamal de grandes proporciones hecho a base de maíz triturado, manteca de cerdo, salsa hecha de varios tipos de chiles secos, carne de cerdo y pollo; todo envuelto con hojas de plátano y cocido durante 10 h aprox. en horno de tierra; tamales de Xala (rellenos de ajonjolí, frijol zarabando, pipián y calabaza) mole de carne de cerdo o pollo, bocoles (tortitas de maíz mezcladas con frijol cocido entero, manteca y cilantro) empanadas ( gorditas de maíz rellenas de frijol molido, cebolla, manteca, hierbabuena y chile). Las bebidas tradicionales: vinos de frutas y aguardiente de caña.

## Gobierno

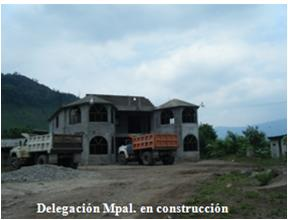
Delegación municipal en construcción.

Dentro de la estructura gubernamental la población tiene la siguiente forma: Comisariado ejidal, consejo de vigilancia, delegado municipal, comité de Educación primaria y preescolar y telesecundaria, comité de oportunidades y el comité femenil, Comité de Salud. 